# 李行偉
李行偉（英語：Joseph Hun-wei Lee）英國皇家工程院院士，香港工程科學院院士。現任澳門科技大學校長。

## 教育背景及職業生涯
李行偉獲得了美國麻省理工學院（MIT）土木工程理學士、理學碩士及博士學位。2019-2023年間，擔任國際水利與環境工程學會（IAHR）主席，是其成立85年以來首位中國籍主席。曾任香港工程科學院院長、香港研究資助局主席。國際期刊“Journal of Hydro-environment Research”創刊主編。
李行偉於美國麻省理工學院畢業後，在美國特拉華大學（University of Delaware）任教，1980年加入香港大學土木工程系，1995年升任為講座教授，曾先後被委任為工程學院院長及大學副校長（人力資源）。2010年出任香港科技大學副校長（科研及研究生教育）。

## 學術研究
李行偉是水利與環境工程學者，研究涉及⽔⼒學與環境科學的界面，特別是浮射流理論、藻華和⾚潮動⼒學、⼈⼯智能和實時⽔質預報系統以及應對氣候變化影響的創新都市防洪工程和管理。⾃ 2004 年起，他還擔任裘槎環境水力學實驗室主任。2022-2024 他連續三年位列斯坦福大學全球前 2% 科學家終身榜單。
在浮射流基礎硏究，他破解了浮射流和潮流混合擴散稀釋難題、建立首個能預測任意傾斜浮射流的三維軌跡與潮流混合稀釋度的 Lee and Neville-Jones方程 、JETLAG 拉格朗日射流模型及VISJET可視化系統，可預測多個浮射流及其相互作用。該方法構成了 VISJET 建模系統的基礎，該系統在國際上廣泛用於影響評估和排污口設計。浮射流的研究也從工程學角度揭示了2003 年非典病毒在香港人口高密度建築群中的空間傳播和擴散機理。
李教授率先開發了有害藻華（HAB）預警系統，開拓對藻華全過程水質變化的實時連續觀測及研究，建立智能環境管理。2008 年，他提出了 Project WATERMAN——一個實時沿海水質預測和管理系統。該系統已被香港政府用於環境影響評估、災害應急、及向市民提供每天的海灘⽔質預報以及海水魚類養殖的科學管理。
他曾擔任多個⼤型⽔利與環境工程的專家顧問，為全球最⼤的CEPT污水處理及排放工程 (香港淨化海港計劃)、元朗洪⽔繞道和香港⾸個市中心地下蓄洪水庫的設計——⼤坑東地下防洪計劃等設計做出了貢獻。他的超臨界渦流進⽔⼝理論被應用實施與香港最⻑的雨⽔排放隧道——香港⻄雨⽔排放隧道和倫敦泰晤⼠雨污水合流排洪隧道等城市基建工程所採⽤。
作為香港特別⾏政區政府委任的獨立專家，他還幫助解決了一些備受社會矚⽬而且複雜的環境意外事故，包括2015 年的「公共住房飲⽤⽔鉛超標」，2010年神秘災難性的⼤埔河泥⽯流氾濫，以及2001年⼀條穿越郎原濕地地鐵路線的環境影響評估上訴(EIA)。作為香港⼯程院院⼠及前任院⻑，他與中國⼯程院合作牽頭開展粵港澳⼤灣區創新科技融合發展政策研究。2017年發布的報告，助力將⼤灣區發展成為國際創科中⼼的決定。
作為香港本土科學家，李行偉的科研人生被展示在2017年香港電臺紀念香港回歸20周年的「我們的科學家」系列中。

## 榮譽與頭銜
2024年 蘇丹·本·阿卜杜勒阿齊茲親王國際水獎
2023年 香港工程師學會名譽資深會員
2002年 香港工程科學院院士
2008年 英國皇家工程院院士
2010年 國家科學技術進步二等獎 (項目負責人)
2009年 美國土木工程師學會 Hunter Rouse 水力工程獎
2015年 國際水利與環境工程學會 (IAHR)榮譽會員獎
1998年 裘槎基金會香港最優秀科研學者獎
2004年 裘槎基金會—裘槎水力實驗室獎
2013年 美國土木工程師學會 Karl Emil Hilgard 水力研究獎
2010年 國際水利工程與研究學會亞太區傑出會員獎
1992-1993年度 德國政府亞歷山大洪堡研究獎（Karlsruhe 大學）
2017年 香港建造業議會可持續建築組創新獎
2002年 香港工程師學會建造業創意大獎
2018年 中國水利學會大禹水利科學技術獎二等獎

## 外部連結
- Journal of Hydro-environment Research (JHER) （页面存档备份，存于）
- The Honorary Fellow 2023 - Ir Prof Joseph Lee Hun Wei - A life of hydraulic research for sustainable development （页面存档备份，存于）
- Travelling with Water - Joseph LEE (I) -English version
- Travelling with Water - Joseph LEE (II)-English version
- Travelling with Water - Joseph LEE-Chinese version （页面存档备份，存于）
- Policy Study on the Integrative Development of Innovation and Technology in the Guangdong-Hong Kong – Macao Greater Bay Area （页面存档备份，存于）  （页面存档备份，存于）